# Kostel Bičování
Kostel Bičování Páně (Jeruzalém) je římskokatolický kostel a křesťanské poutní místo v muslimské čtvrti starého Jeruzaléma, stojící poblíž brány svatého Štěpána (také zvané Lví brána). Je součástí areálu františkánského kláštera, který zahrnuje konvent Sionských sester, františkánské muzeum a západně odtud ještě baziliku Odsouzení Krista a baziliku Ecce homo (Ukázání lidu). Klášter stojí při Via Dolorosa, na tradičním druhém zastavení křížové cesty.

## Tradice a historie
Podle tradice stojí kostel na místě, kde byl Ježíš Kristus bičován římskými vojáky před tím, než na něj vložili kříž a s ním nastoupil cestu po Via Dolorosa až na Golgotu. Tato tradice vedení trasy není jistá, pochází až ze 16. století. , je založena na místopisu oblasti v Ježíšově době: stála zde pevnost Antonia, která byla považována za alternativní místo pobytu prefekta Judeje, když byl v Jeruzalémě (jeho hlavním sídlem byla Caesarea). Pod přilehlým kostelem Odsouzení Krista a pod budovou kláštera Sionských sester byla nalezena kamenná dlažba z římské éry, která byla ve světle této identifikace považována za lithostratos, o kterém evangelista Jan píše s odkazem na Ježíšův soudní proces (Jan 19,13). Tak je prezentován dosud. 
Archeologické výzkumy prokázaly, že jde o východní podlahu Hadriánova fóra, tedy součást přestavby Aelia Capitolina až z doby po roce 135. V Ježíšově době zde však bylo velké koupaliště pod širým nebem, zvané struthion, které dali vyhloubit Hasmoneovci a o němž se zmínil Flavius v souvislosti s pevností Antonia.
Jak Filón Alexandrijský, tak Flavius potvrdili, že prefekti při pobytu v Jeruzalémě, nikoliv v hlavním městě prefektury Caesareji, zůstávali v Herodově paláci a prováděli soudy na dlažbě venku. Flavius označil místo Herodova paláce na západním kopci Jeruzaléma: tato budova byla nalezena v roce 2001 pod Davidovou citadelou, poblíž Jaffské brány. Zdá se tedy, že k odsouzení a bičování Ježíše nedošlo ve východní, ale v západní části Jeruzaléma, dál od současného kostela Bičování.

## Architektura

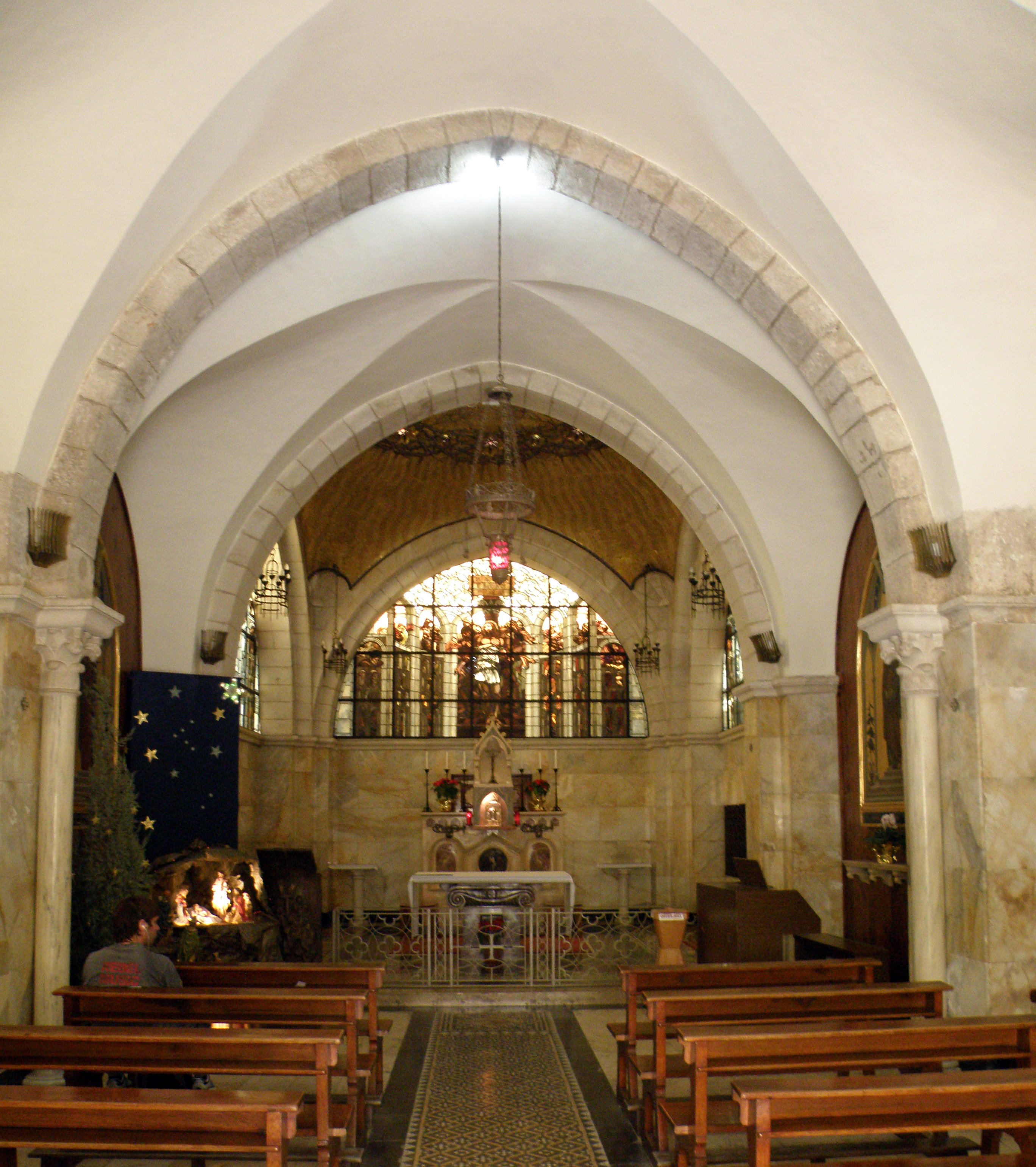
Interiér kostela

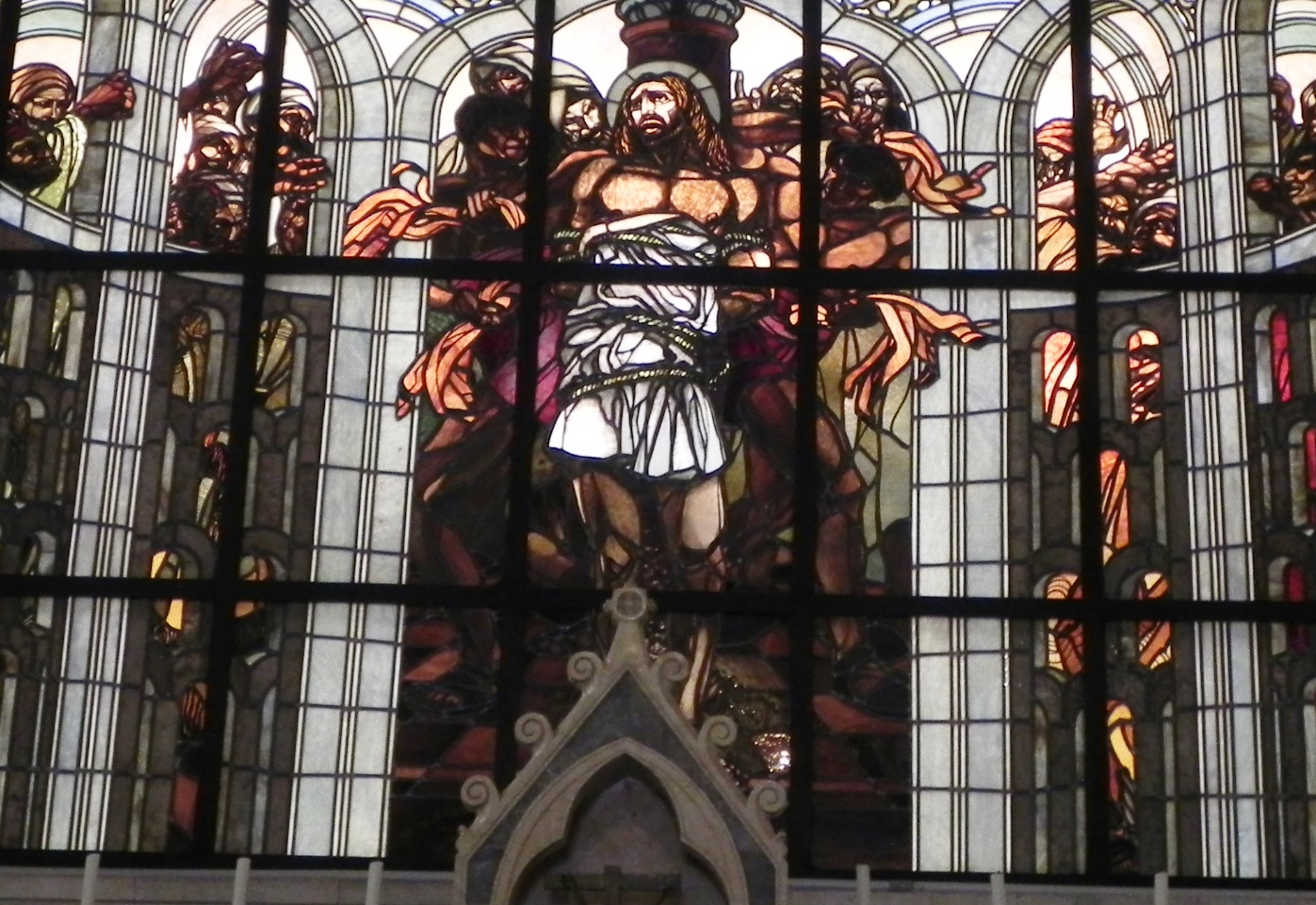
Okenní vitráž s Kristem přivázaným u sloupu k bičování

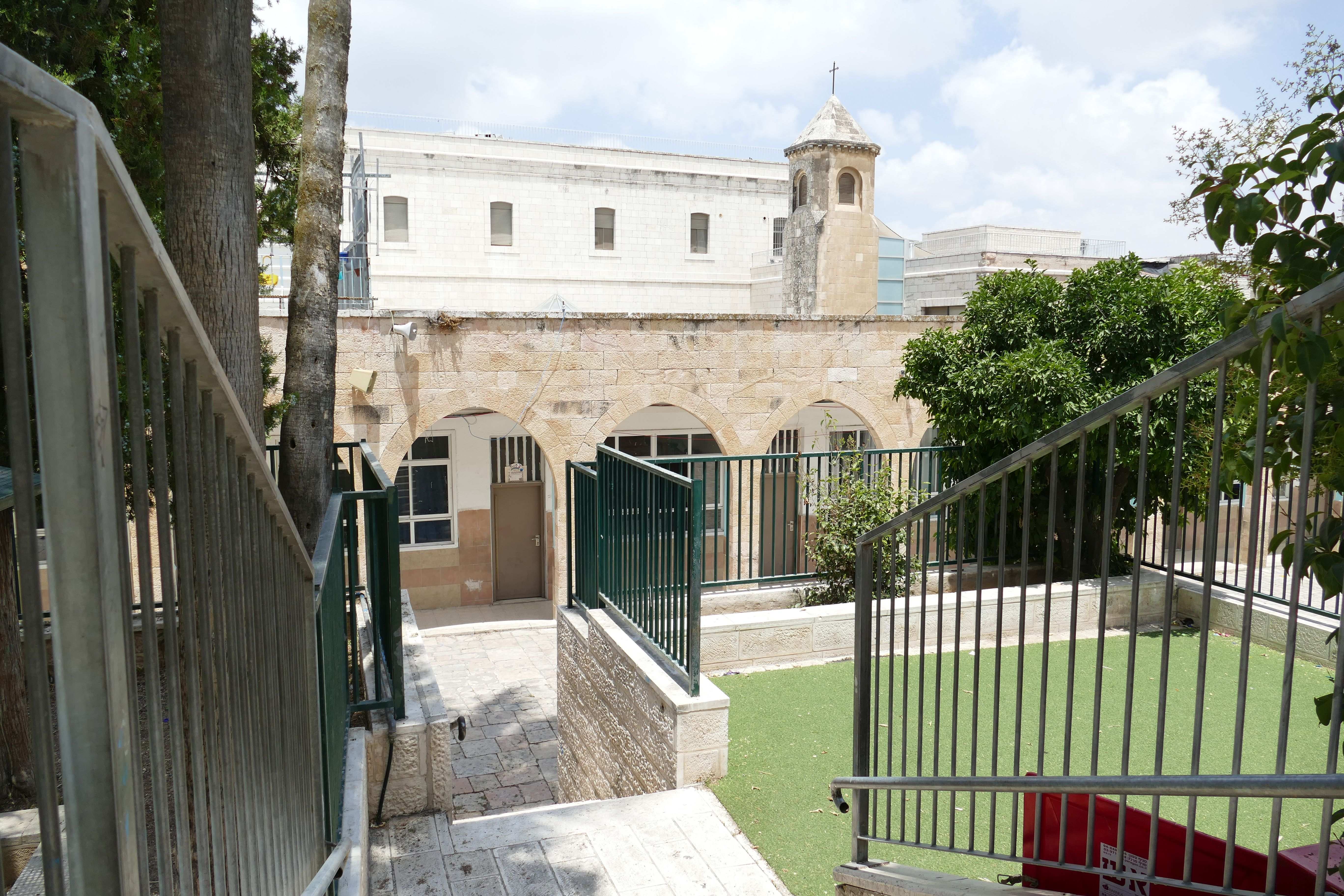
Muslimská škola al-Umariya a věž kostela Bičování

Kapli z kvádrů bílého vápence postavili křižáci na přelomu 12. a 13. století a později. Za muslimské nadvlády jižně od ní vznikla mešita s minaretem al-Ghawánima a škola al-Umariya, které tu působí dosud a jsou vidět v panoramtickém pohledu od jihu. Egyptský vládce Ibrahím Paša v roce 1838 daroval pozemek se zpustlou architekturou Kaple bičování františkánům.
První dostavbu pobořené kaple Bičování na kostel financoval po polovině 19. století bavorský vévoda Maxmilián Josef Bavorský. Přestavbu na větší kostel uskutečnil italský architekt Antonio Barluzzi ve službách františkánské kustodie Svaté země v roce 1929. Patřila k jeho první sérii realizací ve Svaté zemi. Oproti pozdějším projektům pietně respektuje drobné měřítko stavby, všechny středověké části architektury (obvodovou zeď západního průčelí, dva pilíře v závěru) a detaily kamenické výzdoby. V panoramatu okolí jej vyznačuje drobná věž s jehlancovou střechou a kovaným železným křížem.      
Kostel je trojlodní s mělkým pravoúhlým závěrem. Je zaklenut omítanými valenými, lehce zahrocenými klenbami, svedenými pomocí pasů do mohutných hlavic pilířů. V závěru jsou tři oltáře. Hlavní oltář má místo nástavce velké polokruhové okno s mozaikou Krista přivázaného při bičování u sloupu. Dřík domnělého sloupu Kristova bičování  z žíhaného černobílého kamene křižáci přenesli do Říma, kde je uctíván jako relikvie v bazilice svaté Praxedy. Odlišný druhý fragment sloupu (drobnější úzký dřík) uctívají v Jeruzalémě v ruském pravoslavném kostele, rovněž na Via dolorosa.

## Terra Sancta Museum
- Františkáni provozují severně od kostela Muzeum Svaté země pod latinským titulem Terra Sancta Museum. V nádvoří kostela jsou vystaveny archeologické nálezy kamenných fragmentů architektury, přelomené dříky sloupů, patky, stejně tak v prostorách bývalého františkánského konventu, který přiléhá k nádvoří po severní straně. Další fragmenty sochařské výzdoby a nápisové desky jsou prezentovány formou interaktivní expozice s filmovou projekcí.